# Пуебла-дель-Маестре
Пуебла-дель-Маестре (ісп. Puebla del Maestre) — муніципалітет в Іспанії, у складі автономної спільноти Естремадура, у провінції Бадахос. Населення — 775 осіб (2010).
Муніципалітет розташований на відстані близько 330 км на південний захід від Мадрида, 120 км на південний схід від Бадахоса.

## Демографія
Динаміка населення (INE ):